# Dulce enemiga
Dulce enemiga é uma telenovela venezuelana produzida e exibida pela Venevisión entre 16 de agosto de 1995 e 5 de março de 1996.
Foi protagonizada por Gigi Zanchetta e Guillermo Dávila e antagonizada por Natalia Streignard.

## Sinopse
Para a bela Vitória Andueza, misture amor e ódio até não poderem diferenciá-los, uma vez que as circunstâncias a forçam a se tornar o inimigo mais feroz do único homem que ela amava.
Enquanto Victoria está estudando na Itália, seu pai, o Sr. Antonio Andueza, está envolvido em negócios fraudulentos na empresa que ele administra. Quando um de seus funcionários, Julio César Guerrero, descobre que Don Antonio tem abusado de milhões, ele divulga a informação e o escândalo causa um ataque ao coração de Antonio.
Victoria, que acabou de voltar da Europa, encontra-se com seu pai apenas no momento da sua morte. No entanto, a jovem não só ignora completamente a verdade do que aconteceu, mas está convencida de que havia injustiças contra o pai. Tudo o que ele sabe é que ele morreu como resultado de uma disputa com um certo Julio César Guerrero, do qual ele jura vingança.
O plano para se vingar de Julio César é simples: ganhar seu amor e sua confiança, descobrir seus pontos fracos e depois arruinar sua vida e sua reputação, como fez com seu pai. Para conseguir isso, Victoria pode se casar com Julius Caesar sob uma falsa identidade. Assim, armado com uma gama completa de documentos falsos para sustentar sua nova identidade, Victoria está se preparando para conquistar Julio César, que ela consegue em um curto espaço de tempo.
Júlio César logo se apaixona por Victoria e os dois começam a preparar o seu casamento, mas o plano Victoria falhar: depois de fazer um grande dano a Júlio César, ela descobre que o profundo ódio que ele sente que ele tornou-se um amor incontrolável Por sua vez, ele descobre sua verdadeira identidade e é forçado a dizer a ela a verdade sobre a morte de Don Antonio. Ela reconhece seu erro, mas é muito tarde para as desculpas: agora é Julio César quem procura vingança e não demonstra compaixão em obtê-lo.
Apesar de seus verdadeiros sentimentos, Victoria e Júlio César estão destinados a ser inimigos, e eles ainda devem experimentar muitos momentos dolorosos antes de finalmente sucumbir ao amor apaixonado que os une.

## Elenco
- Guillermo Dávila - Julio César Guerrero
- Gigi Zancheta - María Victoria Andueza
- Aroldo Betancourt - Armando Chano
- Elizabeth Morales - Coco Palacios
- Eduardo Luna - Vívtor Manuel
- Belén Marreo - Minerva Cardozo
- Natalia Streignard - María Laura Cardozo Andueza
- Carolina López - Magaly
- Yahaira Orta - Alma
- Adolfo Cubas- Ulises Romano
- Raúl Almundaray - Antonio Andueza
- Umberto Buonocuore
- Rosita Vazquez - Natalia
- Yolanda Méndez Rosaura (Rosario)
- Olga Castillo - Daridia
- Nury Flores- Moncha
- Cristina Reyes - Karina
- María Escalona
- Cristina Ovin - Lola
- Estrella Castellano
- Olga Enríquez -
- María Elena Coello - Luisita
- Jennifer Rodríguez - Lucía Andueza
- Lisbeth Manrique - Fabiola
- Leidymar Sifuentes- Claudia
- Kalena Díaz
- Rodolfo Drago
- Gonzalo Velutini - Enrique
- Orangel Delfín
- Orlando Casín
- Henry Salvat - Alfonso Monteverde
- Eliseo Perera - Ramón